# Поповогорская волость
Попового́рская (с 1922 — Красного́рская) волость — административно-территориальная единица в составе Суражского (с 1921 — Клинцовского) уезда.
Административный центр — село (ныне пгт) Попова Гора (с 1922 — Красная Гора).

## История
Волость образована в ходе реформы 1861 года.
В ходе укрупнения волостей, в 1920-е годы к Красногорской волости была присоединена часть соседней
Петровобудской волости, а также небольшая территория, переданная из Рогачёвского уезда.
В 1929 году, с введением районного деления, волость была упразднена, а на её территориальной основе сформирован Красногорский район Клинцовского округа Западной области (ныне в составе Брянской области).

## Административное деление
В 1919 году в состав Поповогорской волости входили следующие сельсоветы: Болсуновский, Верхличский, Кашковский, Летяховский, Любовшанский, Палужскоруднянский, Перелазский, Поповогорский, Селецкий, Ширковский, Щедринский.
По состоянию на 1 января 1928 года, Красногорская волость включала в себя следующие сельсоветы: Боровский, Великоудебенский, Верхличский, Городеченский, Дубенецкий, Дубровский, Кашковский, Колюдовский, Красненский, Красногорский, Краснопавловский, Краснорожский, Летяховский, Любовшинский, Малоудебенский, Морозоворучейский, Палужскоруднянский, Перелазский, Селецкий, Фошнянский, Ширковский.